# Bad Mitterndorf
Bad Mitterndorf (o solo Mitterndorf) è un comune austriaco di 4 911 abitanti nel distretto di Liezen, in Stiria; ha lo status di comune mercato (Marktgemeinde). Il 1º gennaio 2015 ha inglobato i comuni soppressi di Pichl-Kainisch e Tauplitz.

## Amministrazione

### Gemellaggi
Röttingen